# Ecgwine
Egcwine ou Egwin est un moine bénédictin anglo-saxon mort le 30 décembre 717. Fondateur de l'abbaye d'Evesham, il devient le troisième évêque de Worcester en 693.

## Biographie
Ecgwine est principalement connu grâce aux hagiographies de Byrhtferth de Ramsey (début du XIe siècle) et de Dominique d'Evesham (en) (début du XIIe siècle). Ni Bède le Vénérable, ni la Chronique anglo-saxonne ne le mentionnent, et les seules sources antérieure à la conquête normande où il apparaît qui ne soient pas des vies de saint sont des copies tardives de chartes datées entre 692 et 717, qui témoignent de son activité en faveur de l'abbaye d'Evesham.
D'après ses hagiographes, Egcwine se serait rendu en pèlerinage à Rome avec les jambes enchaînées. Il aurait retrouvé la clef de ses chaînes, qu'il avait jetée dans l'Avon avant son départ, dans un poisson acheté sur les marchés de Rome.
Considéré comme saint, Ecgwine est fêté le 30 décembre.